# Саберети
Саберети (груз. საბერეთი, азерб. Qaratikan) — село Болнисского муниципалитета, края Квемо-Картли республики Грузия со 100 %-ным азербайджанским населением. Находится в юго-восточной части Грузии, на территории исторической области Борчалы.

## История
В 1990—1991 годах, в результате изменения руководством Грузии исторических топонимов населённых пунктов этнических меньшинств в регионе, название села Гаратикан («азерб. Qaratikan») было изменено на его нынешнее название — Саберети.

## География
Село находится на правом берегу реки Машавера, в 10 км от районного центра Болниси, на высоте 560 метров от уровня моря.
Граничит с городом Болниси, селами Зварети, Мушевани, Квеши, Джавшаниани, Кианети, Ратевани, Акаурта, Дзвели-Квеши, Сенеби, Дзедзвнариани, Квемо-Болниси и Болниси Болнисского Муниципалитета.

## Население
По данным Государственного статистического комитета Грузии, согласно официальной переписи 2002 года, численность населения села Саберети составляет 112 человек и на 100 % состоит из азербайджанцев.

## Экономика
Население в основном занимается овцеводством, скотоводством и овощеводством.

## Достопримечательности
- Средняя школа
- Маркет[9]

## Известные уроженцы
- Ашуг Ислам[10].